# Sollefteå tingshus

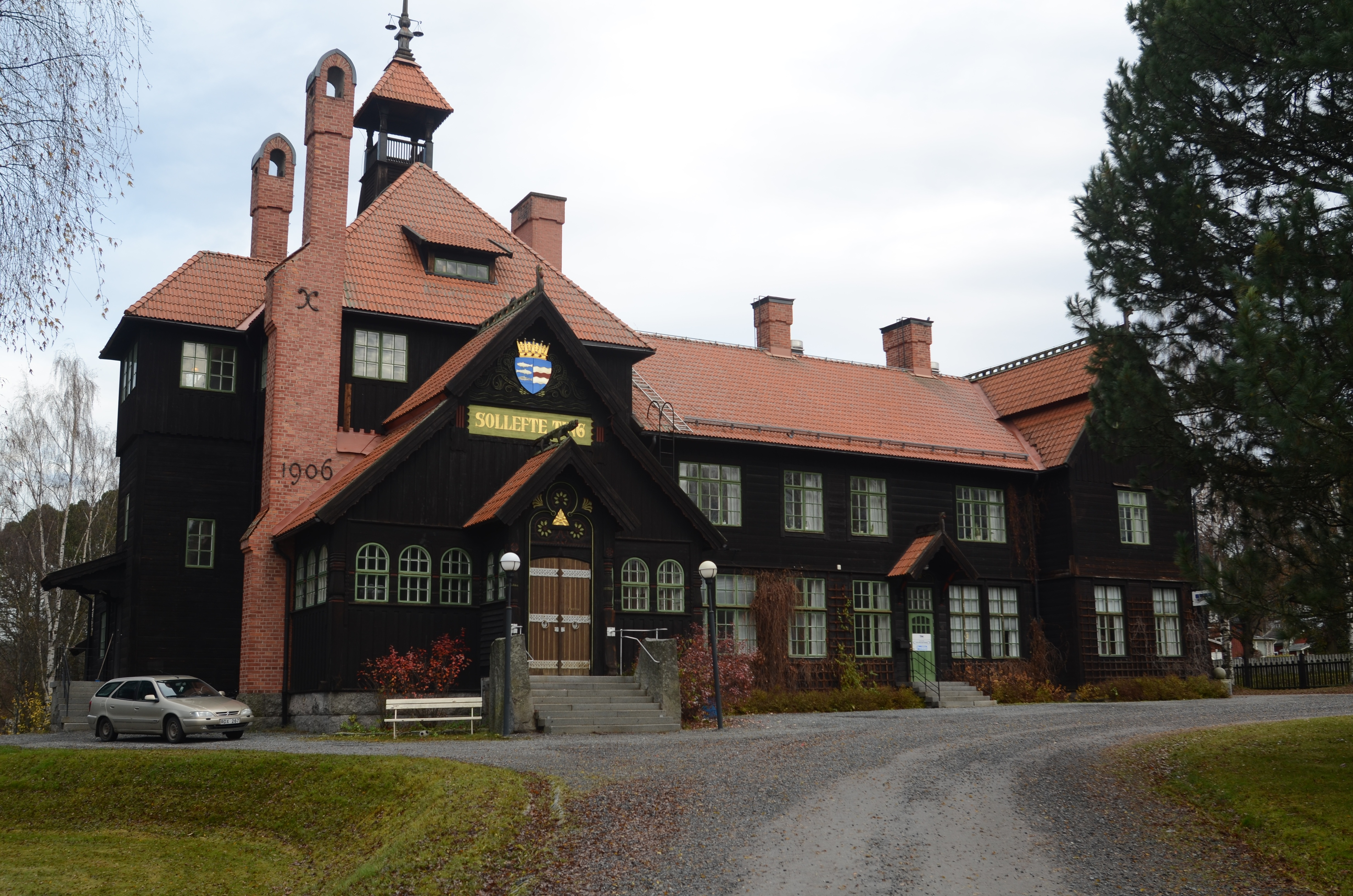
Sollefteå tingshus

Sollefteå tingshus byggdes år 1906 av arkitekten Folke Zetterwall för Sollefteå tingslag. Tingshuset blev byggnadsminne 1992. 
Tingshusets huvudbyggnad är placerad i nord-sydlig riktning på den stora hörntomten i kvarteret Rättvisan 4. Byggnaden är uppförd i timmer och är till och med nedre våningens fönster klädd med stående panel medan övre hälften av huset samt gavelfälten övervägande har liggande panel. Sadeltaket är belagt med tvåkupigt lertegel. En del taknockar avslutas med genombrutet kambräde och somliga gavelnockar avslutas av gapande drakhuvuden. Skorstenarna är höga och smala med genombrutna huvar.
Tingshusets mellersta del är något indragen både på framsidan och baksidan. Tingssalen är placerad på tvären i byggnadens norra del. Där finns också ett trapphus som leder upp till enkelrummen ovanför tingssalen, vilka från början var avsedda som övernattningsrum för nämndemännen. På södra gaveln är ett utbyggt halvcirkelrunt trapphus där trappan leder upp till bostadsvåningen. På husets baksida finns ett litet trapphus i form av ett runt torn, med en spiraltrappa, samt en loftgång som stöttas av träpelare.
Till tingssalen leder en trappa av granit som på var sida omges av stora granitblock. Det utskjutande vindfånget vid ingången till tingssalen ger starka associationer till stavkyrkorna. I trekantfältet ovanför dörren är utskurna blommor och i mitten Guds allseende öga inom en triangel, och vindfångets taknock bär ett långt och smalt fabeldjur med uppspärrad mun. Gavelfältet ovanför vindfånget har rankornamentik och texten "Sollefte ting" och gavelnocken pryds här av huvudet av en tupp, symbol för vaksamheten. Taket över tingssalsdelen är uppbyggt till ett fyrsidigt utsiktstorn och krönes av lagens jämnt vägande vågskålar. Samtliga fönster är indelade i små spröjsar. Exteriören har inte förändrats i någon nämnvärd grad, endast en utbyggnad på husets baksida i form av ett arkivrum har tillkommit. Även tingssalen har bevarats till största delen intakt.